# Roseville (Ohio)
Pour les articles homonymes, voir Roseville.
Roseville est un village américain situé dans les comtés de Muskingum et de Perry, dans l'Ohio. Selon le recensement de 2010, sa population est de 1 852 habitants.